# Cyperus unispicatus
Cyperus unispicatus är en halvgräsart som beskrevs av Bauters, Reynders och Paul Goetghebeur. Cyperus unispicatus ingår i släktet papyrusar, och familjen halvgräs. Inga underarter finns listade i Catalogue of Life.